# 相続者たち
『相続者たち』（そうぞくしゃたち）は、2013年10月9日 - 12月12日に韓国のSBSで放送された中編テレビドラマ。全20回。
日本では2014年4月27日から7月5日までKNTV、2023年11月13日から12月15日までBSフジ、2024年5月6日から6月4日までテレ朝チャンネル1で放送。

## キャスト

### 主要人物
- キム・タン - イ・ミンホ (高橋広樹)

帝国グループの相続者。
- チャ・ウンサン - パク・シネ (高橋美佳子)

貧困相続者、家政婦の娘。
- チェ・ヨンド - キム・ウビン (遠藤大智)

ホテルゼウスの相続者。
- イ・ボナ - クリスタル（f(x)）(壹岐紹未)

メガエンターテイメント会社の相続者、タンの元恋人。
- ユン・チャニョン - カン・ミンヒョク（CNBLUE) (内山昂輝)

帝国グループ秘書室長の息子、ウンサンの幼なじみ、ボナの恋人。
- ユ・ラヘル - キム・ジウォン (竹内絢子)

RSインターナショナルの相続者、タンの婚約者。
- イ・ヒョシン - カン・ハヌル (中村章吾)

検察総長の息子、帝国高校生徒会長。
- チョ・ミョンス - パク・ヒョンシク（ZE:A)

法務法人相続者。
- カン・イェソル - チョン・スジン

江南ルームサロンの相続者。
- キム・ウォン - チェ・ジニョク (祐仙勇)

帝国グループ社長、会長の最初の妻の息子、タンの異母兄。

### その他
- キム・ナムユン（会長） - チョン・ドンファン

タンの父、帝国グループ会長。
- ハン・ギエ - キム・ソンリョン

会長の愛人、タンの産みの母。元ミスコリア。
- パク・ヒナム - キム・ミギョン

ウンサンの母、聴覚にハンデがある、タンの家の家政婦。
- ユン・ジェホ - チェ・ウォニョン

チャニョンの父、帝国グループ秘書室長。
- チョン・ジスク - パク・チュングム

会長の2番目の妻、帝国高校理事長。
- チェ・ドンウク - チェ・ジノ

ホテルゼウスの社長、ヨンドの父。
- イ・エスト - ユン・ソナ

RSインターナショナルの会長、ラヘルの母、ジェホの元恋人、ドンウクの婚約者。
- チョン・ヒョンジュ - イム・ジュウン

ウォンの恋人、ヒョシンの家庭教師。

## スタッフ
- 監督：カン・シニョ
- 脚本：キム・ウンスク（『紳士の品格』、『シークレット・ガーデン』、『 トッケビ～君がくれた愛しい日々～』 、『太陽の末裔』)
- 演出：カン・シニョ（『マイダス』、『百万長者と結婚する方法』）、プ・ソンチョル（『僕の彼女は九尾狐＜クミホ＞』、『スターの恋人』）

## オリジナル・サウンドトラック
- マリヤ（I’m Saying) - イ・ホンギ（FTISLAND）
- Love is… - パク・チャンヒョン、パク・ヒョンギュ（Bromance）
- Moment - イ・チャンミン（2AM）
- 愛という名の下に - Ken（VIXX）
- 二人 - パク・チャンヒョン（Bromance）
- セレンディピティ - 2Young
- 下唇を噛んで - エスナ
- Here For You - Big Baby Driver
- What We Used To Be - Big Baby Driver
- Some Other Day - Big Baby Driver
- I Will See You - Trans Fixion
- Story - パク・シネ
- 痛い愛 - イ・ミンホ
- また泣く - ムン・ミンジュン
- 振り返るな - チェ・ジニョク
- 心だけで - パク・ジョンヒョン（リナ・パーク）
- 成長する痛み2
- Heritor
- 真夏の夜の夢
- Dream Catcher
- Logical Love
- Weight Of The Crown
- Aim At The Crown
- 星を数える子供
- Portens Of War

## サブタイトル
| 話数   | サブタイトル     |
| ------ | ---------------- |
| 第01話 | 絶望の中の出会い |
| 第02話 | 楽しいひととき   |
| 第03話 | 秘める痛み       |
| 第04話 | 訪れる転機       |
| 第05話 | 再会             |
| 第06話 | 波乱の幕開け     |
| 第07話 | 苦い学校生活     |
| 第08話 | 一途な気持ち     |
| 第09話 | もう一つの想い   |
| 第10話 | それぞれの選択   |
| 第11話 | 崩れる均衡       |
| 第12話 | 大切な人のために |
| 第13話 | 踏み出した先で   |
| 第14話 | 暴かれる正体     |
| 第15話 | 王冠の重み       |
| 第16話 | 手にした力       |
| 第17話 | 喪失の果てに     |
| 第18話 | 小さな言い訳     |
| 第19話 | しばしの平穏     |
| 第20話 | 歩み始めた道     |

（日本放映分）